# Campeonato Mundial de Atletismo de 2022 - 3000 m com obstáculos masculino
A competição dos 3000 metros com obstáculos masculino no Campeonato Mundial de Atletismo de 2022 foi realizada no estádio Hayward Field, em Eugene, nos Estados Unidos, entre os dias 15 a 18 de julho de 2022.

## Recordes
Antes da competição, os recordes eram os seguintes:
| Recorde mundial                               | Saif Saaeed Shaheen (BHR)         | 7:53.63 | Bruxelas, Bélgica            | 3 de setembro de 2004 |
| Recorde do campeonato                         | Ezekiel Kemboi (KEN)              | 8:00.43 | Berlim, Alemanha             | 18 de agosto de 2009  |
| Melhor marca do ano                           | Soufiane El Bakkali (MAR)         | 7:58.28 | Rabat, Marrocos              | 5 de junho de 2022    |
| Recorde da África                             | Brimin Kiprop Kipruto (KEN)       | 7:53.64 | Mônaco                       | 22 de julho de 2011   |
| Recorde da Ásia                               | Saif Saaeed Shaheen (BHR)         | 7:53.63 | Bruxelas, Bélgica            | 3 de setembro de 2004 |
| Recorde da América do Norte, Central e Caribe | Evan Jager (USA)                  | 8:00.45 | Saint-Denis, França          | 4 de julho de 2015    |
| Recorde da América do Sul                     | Wander do Prado Moura (BRA)       | 8:14.41 | Mar del Plata, Argentina     | 22 de março de 1995   |
| Recorde da Europa                             | Mahiedine Mekhissi-Benabbad (FRA) | 8:00.09 | Paris, França                | 6 de julho de 2013    |
| Recorde da Oceania                            | Peter Renner (NZL)                | 8:14.05 | Coblença. Alemanha Ocidental | 29 de agosto de 1984  |

## Medalhistas
| Ouro                      | Prata               | Bronze                  |
| Soufiane El Bakkali (MAR) | Lamecha Girma (ETH) | Conseslus Kipruto (KEN) |

## Tempo de qualificação
| Tempo de qualificação. |
| ---------------------- |
| 8:22.00                |

## Calendário
| Data        | Horário | Fase          |
| ----------- | ------- | ------------- |
| 15 de julho | 17:15   | Eliminatórias |
| 18 de julho | 19:20   | Final         |

Todos os horários estão no horário local (UTC-7)

## Resultados

### Eliminatórias
Qualificação: Os três primeiros de cada bateria (Q) e os seis melhores tempos (q) das eliminatórias. 

| Pos. | Bateria | Atleta                 | Nacionalidade  | Tempo   | Notas                |
| ---- | ------- | ---------------------- | -------------- | ------- | -------------------- |
| 1    | 1       | Soufiane El Bakkali    | Marrocos       | 8:16.65 | Q                    |
| 2    | 1       | Leonard Bett           | Quênia         | 8:16.94 | Q                    |
| 3    | 1       | Abraham Kibiwot        | Quênia         | 8:17.04 | Q                    |
| 4    | 1       | Getnet Wale            | Etiópia        | 8:17.49 | q                    |
| 5    | 3       | Hailemariyam Amare     | Etiópia        | 8:18.34 | Q                    |
| 6    | 3       | Evan Jager             | Estados Unidos | 8:18.44 | Q                    |
| 7    | 3       | Avinash Sable          | Índia          | 8:18.75 | Q                    |
| 8    | 3       | Yemane Haileselassie   | Eritreia       | 8:18.75 | q,                   |
| 9    | 1       | Sebastián Martos       | Espanha        | 8:18.94 | q                    |
| 10   | 2       | Lamecha Girma          | Etiópia        | 8:19.64 | Q                    |
| 11   | 2       | Conseslus Kipruto      | Quênia         | 8:20.12 | Q                    |
| 12   | 2       | Hillary Bor            | Estados Unidos | 8:20.18 | Q                    |
| 13   | 2       | Mehdi Belhadj          | França         | 8:20.47 | q                    |
| 14   | 1       | Ahmed Abdelwahed       | Itália         | 8:21.04 | q                    |
| 15   | 3       | Daniel Arce            | Espanha        | 8:21.06 | q                    |
| 16   | 2       | Ryuji Miura            | Japão          | 8:21.80 |                      |
| 17   | 1       | Benard Keter           | Estados Unidos | 8:21.94 |                      |
| 18   | 3       | Mohamed Amin Jhinaoui  | Tunísia        | 8:22.00 |                      |
| 19   | 3       | Benjamin Kigen         | Quênia         | 8:22.52 |                      |
| 20   | 2       | Edward Trippas         | Austrália      | 8:23.83 |                      |
| 21   | 3       | Karl Bebendorf         | Alemanha       | 8:25.73 | Recorde da temporada |
| 22   | 2       | Mohamed Ismail         | Djibuti        | 8:25.85 |                      |
| 23   | 2       | Tom Erling Kårbø       | Noruega        | 8:26.12 | Recorde pessoal      |
| 24   | 1       | John Gay               | Canadá         | 8:27.02 |                      |
| 25   | 2       | Hichem Bouchicha       | Argélia        | 8:27.39 |                      |
| 26   | 2       | Ahmed Jaziri           | Tunísia        | 8:28.28 |                      |
| 27   | 1       | Ben Buckingham         | Austrália      | 8:29.15 |                      |
| 28   | 1       | Kosei Yamaguchi        | Japão          | 8:30.92 |                      |
| 29   | 3       | Jacob Boutera          | Noruega        | 8:31.47 |                      |
| 30   | 2       | Víctor Ruiz            | Espanha        | 8:33.42 |                      |
| 31   | 2       | Ryan Smeeton           | Canadá         | 8:33.51 |                      |
| 32   | 3       | Vidar Johansson        | Suécia         | 8:33.51 |                      |
| 33   | 3       | Ryoma Aoki             | Japão          | 8:33.89 |                      |
| 34   | 1       | Bilal Tabti            | Argélia        | 8:38.45 |                      |
| 35   | 2       | Salaheddine Ben Yazide | Marrocos       | 8:38.46 |                      |
| 36   | 3       | Jean-Simon Desgagnés   | Canadá         | 8:40.90 |                      |
| 37   | 3       | Topi Raitanen          | Finlândia      | 8:43.01 |                      |
| 38   | 1       | Frederik Ruppert       | Alemanha       | 8:45.55 |                      |
| 39   | 2       | Carlos San Martín      | Colômbia       | 8:48.66 |                      |
| 40   | 1       | Tim Van De Velde       | Bélgica        | 9:03.11 |                      |
| 41   | 3       | Mohamed Tindouft       | Marrocos       | DNF     |                      |

### Final
A final ocorreu dia 18 de julho às 19:22.
| Pos.              | Atleta               | Nacionalidade  | Tempo   | Notas |
| ----------------- | -------------------- | -------------- | ------- | ----- |
| Medalha de ouro   | Soufiane El Bakkali  | Marrocos       | 8:25.13 |       |
| Medalha de prata  | Lamecha Girma        | Etiópia        | 8:26.01 |       |
| Medalha de bronze | Conseslus Kipruto    | Quênia         | 8:27.92 |       |
| 4                 | Getnet Wale          | Etiópia        | 8:28.68 |       |
| 5                 | Abraham Kibiwot      | Quênia         | 8:28.95 |       |
| 6                 | Evan Jager           | Estados Unidos | 8:29.08 |       |
| 7                 | Yemane Haileselassie | Eritreia       | 8:29.40 |       |
| 8                 | Hillary Bor          | Estados Unidos | 8:29.77 |       |
| 9                 | Daniel Arce          | Espanha        | 8:30.05 |       |
| 10                | Hailemariyam Amare   | Etiópia        | 8:31.54 |       |
| 11                | Avinash Sable        | Índia          | 8:31.75 |       |
| 12                | Ahmed Abdelwahed     | Itália         | 8:33.43 |       |
| 13                | Mehdi Belhadj        | França         | 8:34.49 |       |
| 14                | Sebastián Martos     | Espanha        | 8:36.66 |       |
| 15                | Leonard Bett         | Quênia         | 8:36.74 |       |

Legenda
| Recorde mundial       | Recorde mundial (World record)               |                       | Recorde africano                      | Recorde africano (African) |                                           | Q | Classificado por posição (Qualified) |
| Recorde do campeonato | Recorde do campeonato (Championship record)  | Recorde da América    | Recorde da América (Americas)         | q                          | Classificado por melhor tempo (Qualified) |   |                                      |
| Melhor marca do ano   | Melhor marca do ano (World leading)          | Recorde asiático      | Recorde asiático (Asian)              | DNS                        | Não largou (Did not start)                |   |                                      |
| Recorde nacional      | Recorde nacional (National record)           | Recorde europeu       | Recorde europeu (European)            | DNF                        | Não terminou (Did not finish)             |   |                                      |
| Recorde pessoal       | Recorde pessoal do atleta (Personal best)    | Recorde da Oceania    | Recorde da Oceania (Oceania)          | DSQ / DQ                   | Desclassificado (Disqualified)            |   |                                      |
| Recorde da temporada  | Recorde da temporada do atleta (Season best) | Recorde sul-americano | Recorde sul-americano (South America) | NM                         | Sem marca (No mark)                       |   |                                      |